# SN 2007qg
SN 2007qg – supernowa typu Ia odkryta 23 października 2007 roku w galaktyce A013201-0025. W momencie odkrycia miała maksymalną jasność 21,80m.